# Лејк Хамилтон (Флорида)
Лејк Хамилтон (енгл. Lake Hamilton) град је у америчкој савезној држави Флорида. По попису становништва из 2010. у њему је живело 1.231 становника.

## Демографија
Према попису становништва из 2010. у граду је живело 1.231 становника, што је 73 (5,6%) становника мање него 2000. године.
| Група             | 2000.       | 2010.       |
| Белци             | 898 (68,9%) | 730 (59,3%) |
| Афроамериканци    | 328 (25,2%) | 306 (24,9%) |
| Азијати           | 4 (0,3%)    | 10 (0,8%)   |
| Хиспаноамериканци | 66 (5,1%)   | 165 (13,4%) |
| Укупно            | 1.304       | 1.231       |